# Michel Nicoletti
Œuvres principales
- Les Galets gris
- Intimités du doute
- Surgeons
- Brisailles
- Et déjà les ronciers
- Salives à branches

Michel Nicoletti est un poète français né le 10 juin 1937 à Paris et mort accidentellement le 30 août 1981 à Blois. Il est remarqué par la critique dès la publication de se premier recueil les Galets gris en 1966.

## Biographie
Michel Nicoletti naît à Paris (13e arr.) le 10 juin 1937 d’une mère russe et d’un père italien. Son père milite dans des organisations libertaires et syndicales, sa mère dans des mouvements artistiques prolétariens, et se sont rencontré grâce à leur activité militante.
Michel, enfant unique, passe son enfance et son adolescence dans le quartier Charonne, qu'il appelle sa « case départ »,. Il vit durement l'Occupation : son père, mobilisé alors qu'il n'avait que deux ans, est prisonnier en Allemagne. Il connaît très tôt la clandestinité, en raison de l'ascendance juive de sa famille maternelle, et des activités militantes des siens. En 1942, il perd un oncle fusillé par les Allemands à Clairvaux. Il relate cet événement dans le poème « Certitude », tiré du recueil les Galets gris. Néanmoins, le futur poète se prend d'affection pour le village de Moisenay, près de Vaux-le-Vicomte, où il passe sa clandestinité. Ce village constitue, avec les Pouilles italiennes, une source fondamentale de son inspiration poétique, même si aucun de ses poèmes n'en évoquent précisément et directement les paysages.
Après la Guerre, il entre au lycée Voltaire en 1948. Il y est durablement marqué par les cours de littérature de Jean-Louis Bory. Il s'essaie alors à l'écriture romanesque et théâtrale. 
En 1959, il se marie avec une épouse qui partagera sa vie jusqu'en 1970 et dont il aura deux enfants.
Étudiant, il adhère en 1958 à l'Union des étudiants communistes (UEC); il est élu au bureau national et collabore à Clarté, journal dont il est le rédacteur-en-chef pour l'année 1959, et pour lequel il écrit jusqu'en 1962. En 1960, il est envoyé en URSS pour une rencontre internationale des mouvements de jeunesse. Croyant pouvoir y constater les effets de la déstalinisation, il revient profondément déçu. Après cette expérience, c'est surtout ses désaccords avec la ligne du Parti communiste sur l'Algérie qui le fait quitter l'UEC et abandonner la vie militante en 1962. 
Il est professeur de lettres dans l'enseignement technique de 1959 jusqu’à 1971 où il entre au Centre national de documentation pédagogique (CNDP).
Au printemps 1965, il rencontre Pierre Albert-Birot. De cette rencontre, Michel Nicoletti acquerra la certitude qu’il lui faut écrire et publier sa poésie,. 
Les Galets gris, son premier recueil, paraît l’année suivante. La publication est immédiatement remarquée, notamment par le critique René Lacôte dans les Lettres françaises, mais aussi par Georges-Emmanuel Clancier, et Jacques Izoard dans le Journal des poètes.
Il participe pour la première fois à une série d’émissions pour France Culture à l’occasion de la journée Apollinaire (novembre 1968) et continuera à produire de nombreux entretiens pour l’ORTF ainsi que des films pour le CNDP.

## Publications

### Recueils de poèmes
- Les Galets gris, Bruxelles, Henri Fagne, 1966. Frontispice de Lucien Fontanarosa, présentation de Pierre Albert-Birot[9],[10]
- Intimités du doute, Cercle Culturel de Bonaguil, « À la quête du grain », 1967. Frontispice de Ania Staritsky[11]
- Surgeons, Cercle Culturel de Bonaguil, 1968[12],[13]
- Brisailles, Cercle Culturel de Bonaguil, 1969. Frontispice d’Antoine Zuber[14],[15],[16]
- Et déjà les ronciers, Saint-Martin-le-Redon, Yves Filhol, 1971. Dessins de Claude Joubert[17],[18].
- Salives à branches, Libos, Yves Filhol, 1973[19]
- Poèmes (journal), Bonaguil, Cahiers de la Barbacane, 1982
- Mal des mots, Paris, Michel Nitabah, 1984. Lithographies de Francis Limérat

Œuvres complètes
- Poèmes, Saint-Benoît-du-Sault, Tarabuste, 1999  (ISBN 2845870035)
- Poèmes II, Saint-Benoît-du-Sault, Tarabuste, 2000  (ISBN 2908138603)

### En revues
- Mensuel 25, Liège (Robert Varlez) - n°52, septembre 1981 ; n°60, mai 1982
- Création, Paris (Marie-Jeanne Durry) - n°XX, décembre 1981. Texte de présentation par Jacques Izoard : La poésie à ras de vérité
- Triages : revue littéraire et artistique (Tarabuste Editions) - n° 22 juin 2010. Texte de présentation et biographie[20] de Michel Nicoletti par Arlette Albert-Birot : Les mots sont contagieux quand ils se font poèmes

## Films
- 1967 : La Poésie, avec des poèmes d'Albert-Birot, Cendrars, Desnos, La Fontaine, Nerval, Péret, Reverdy. Produit pour la Télévision scolaire. Réalisateur : Patrice Gauthier
- 1969 : Poésie II : Canisy vu par Jean Follain. Il s’agit du seul document filmé existant sur Jean Follain. Produit pour la Télévision scolaire. Réalisateur : Patrice Gauthier
- 1968 : Surgeons. Michel Nicoletti y parle de son poème, consacré à Mai 68. Production Maya films, réalisateur Patrice Gauthier
- 1980 : La Case départ. Texte de Michel Nicoletti écrit pour le cinéma. Production CNDP, réalisateur Pierre Carpentier[21]

## Radio

### France Culture
- Entretiens avec Mouloudji, Hélène Martin, Claude Rich, Armand Lanoux, Michel Simon dans le cadre des « Journées Apollinaire ». Producteur François-Régis Bastide, 1968
- Entretien avec Colette Magny, antenne France Culture au festival d’Avignon, émission de Michel Nicoletti et Jean-Paul Papot 1969
- Entretiens avec François Truffaut, Jean-Pierre Mocky, Laurent Terzieff[22], émission « Les Arts du spectacle » de Claire Jordan, 1970-1971
- Chansons des deux rives, émission de Michel Nicoletti et Jean-Paul Papot, 1971-1972

Monique Morelli, Jean-Roger Caussimon, Francis Lemarque, Pierre Barouh, David McNeil

### Paris Île-de-France
Lettre de Normandie, Jean-Paul Papot et Michel Nicoletti, 1972